# デトロイト映画批評家協会賞 作品賞
デトロイト映画批評家協会賞 作品賞（デトロイトえいがひひょうかきょうかいしょう さくひんしょう、Detroit Film Critics Society Award for Best Film）は、デトロイト映画批評家協会によって、その年に制作された優れた映画に贈られる賞。

## 受賞・ノミネート作品
※受賞は太字。

### 2000年代
| 年               | 受賞・ノミネート作品         | 監督                                   |
| ---------------- | ---------------------------- | -------------------------------------- |
| 2007年 （第1回） | ノーカントリー               | ジョエル・コーエン、イーサン・コーエン |
| 2007年 （第1回） | JUNO/ジュノ                  | ジェイソン・ライトマン                 |
| 2007年 （第1回） | イントゥ・ザ・ワイルド       | ショーン・ペン                         |
| 2007年 （第1回） | 潜水服は蝶の夢を見る         | ジュリアン・シュナーベル               |
| 2007年 （第1回） | ゼア・ウィル・ビー・ブラッド | ポール・トーマス・アンダーソン         |
| 2008年 （第2回） | スラムドッグ$ミリオネア      | ダニー・ボイル                         |
| 2008年 （第2回） | ダークナイト                 | クリストファー・ノーラン               |
| 2008年 （第2回） | フロスト×ニクソン            | ロン・ハワード                         |
| 2008年 （第2回） | ウォーリー                   | アンドリュー・スタントン               |
| 2008年 （第2回） | レスラー                     | ダーレン・アロノフスキー               |
| 2009年 （第3回） | カールじいさんの空飛ぶ家     | ピート・ドクター                       |
| 2009年 （第3回） | (500)日のサマー              | マーク・ウェブ                         |
| 2009年 （第3回） | ハート・ロッカー             | キャスリン・ビグロー                   |
| 2009年 （第3回） | イングロリアス・バスターズ   | クエンティン・タランティーノ           |
| 2009年 （第3回） | マイレージ、マイライフ       | ジェイソン・ライトマン                 |

### 2010年代
| 年                | 受賞・ノミネート作品                              | 監督                                   |
| ----------------- | ------------------------------------------------- | -------------------------------------- |
| 2010年 （第4回）  | ソーシャル・ネットワーク                          | デヴィッド・フィンチャー               |
| 2010年 （第4回）  | 127時間                                           | ダニー・ボイル                         |
| 2010年 （第4回）  | インセプション                                    | クリストファー・ノーラン               |
| 2010年 （第4回）  | 英国王のスピーチ                                  | トム・フーパー                         |
| 2010年 （第4回）  | ウィンターズ・ボーン                              | デブラ・グラニック                     |
| 2011年 （第5回）  | アーティスト                                      | ミシェル・アザナヴィシウス             |
| 2011年 （第5回）  | ファミリー・ツリー                                | アレクサンダー・ペイン                 |
| 2011年 （第5回）  | ヒューゴの不思議な発明                            | マーティン・スコセッシ                 |
| 2011年 （第5回）  | テイク・シェルター                                | ジェフ・ニコルズ                       |
| 2011年 （第5回）  | ツリー・オブ・ライフ                              | テレンス・マリック                     |
| 2012年 （第6回）  | 世界にひとつのプレイブック                        | デヴィッド・O・ラッセル                |
| 2012年 （第6回）  | アルゴ                                            | ベン・アフレック                       |
| 2012年 （第6回）  | インポッシブル                                    | フアン・アントニオ・バヨナ             |
| 2012年 （第6回）  | テイク・ディス・ワルツ                            | サラ・ポーリー                         |
| 2012年 （第6回）  | ゼロ・ダーク・サーティ                            | キャスリン・ビグロー                   |
| 2013年 （第7回）  | her/世界でひとつの彼女                            | スパイク・ジョーンズ                   |
| 2013年 （第7回）  | それでも夜は明ける                                | スティーヴ・マックイーン               |
| 2013年 （第7回）  | ビフォア・ミッドナイト                            | リチャード・リンクレイター             |
| 2013年 （第7回）  | ゼロ・グラビティ                                  | アルフォンソ・キュアロン               |
| 2013年 （第7回）  | ショート・ターム                                  | デスティン・ダニエル・クレットン       |
| 2014年 （第8回）  | 6才のボクが、大人になるまで。                     | リチャード・リンクレイター             |
| 2014年 （第8回）  | バードマン あるいは（無知がもたらす予期せぬ奇跡） | アレハンドロ・ゴンサレス・イニャリトゥ |
| 2014年 （第8回）  | グランド・ブダペスト・ホテル                      | ウェス・アンダーソン                   |
| 2014年 （第8回）  | アンダー・ザ・スキン 種の捕食                     | ジョナサン・グレイザー                 |
| 2014年 （第8回）  | セッション                                        | デイミアン・チャゼル                   |
| 2015年 （第9回）  | スポットライト 世紀のスクープ                     | トム・マッカーシー                     |
| 2015年 （第9回）  | ブルックリン                                      | ジョン・クローリー                     |
| 2015年 （第9回）  | インサイド・ヘッド                                | ピート・ドクター                       |
| 2015年 （第9回）  | マッドマックス 怒りのデス・ロード                 | ジョージ・ミラー                       |
| 2015年 （第9回）  | レヴェナント: 蘇えりし者                          | アレハンドロ・ゴンサレス・イニャリトゥ |
| 2015年 （第9回）  | ボーダーライン                                    | ドゥニ・ヴィルヌーヴ                   |
| 2015年 （第9回）  | グランドフィナーレ                                | パオロ・ソレンティーノ                 |
| 2016年 （第10回） | ラ・ラ・ランド                                    | デイミアン・チャゼル                   |
| 2016年 （第10回） | スウィート17モンスター                            | ケリー・フレモン・クレイグ             |
| 2016年 （第10回） | 最後の追跡                                        | デヴィッド・マッケンジー               |
| 2016年 （第10回） | マンチェスター・バイ・ザ・シー                    | ケネス・ロナーガン                     |
| 2016年 （第10回） | ムーンライト                                      | バリー・ジェンキンス                   |
| 2017年 （第11回） | フロリダ・プロジェクト 真夏の魔法                 | ショーン・ベイカー                     |
| 2017年 （第11回） | ディザスター・アーティスト                        | ジェームズ・フランコ                   |
| 2017年 （第11回） | ゲット・アウト                                    | ジョーダン・ピール                     |
| 2017年 （第11回） | シェイプ・オブ・ウォーター                        | ギレルモ・デル・トロ                   |
| 2017年 （第11回） | スリー・ビルボード                                | マーティン・マクドナー                 |
| 2018年 （第12回） | エイス・グレード 世界でいちばんクールな私へ       | ボー・バーナム                         |
| 2018年 （第12回） | 魂のゆくえ                                        | ポール・シュレイダー                   |
| 2018年 （第12回） | グリーンブック                                    | ピーター・ファレリー                   |
| 2018年 （第12回） | クワイエット・プレイス                            | ジョン・クラシンスキー                 |
| 2018年 （第12回） | ROMA/ローマ                                       | アルフォンソ・キュアロン               |
| 2019年 （第13回） | パラサイト 半地下の家族                           | ポン・ジュノ                           |
| 2019年 （第13回） | ワンス・アポン・ア・タイム・イン・ハリウッド      | クエンティン・タランティーノ           |
| 2019年 （第13回） | マリッジ・ストーリー                              | ノア・バームバック                     |
| 2019年 （第13回） | ジョジョ・ラビット                                | タイカ・ワイティティ                   |
| 2019年 （第13回） | アイリッシュマン                                  | マーティン・スコセッシ                 |